# Personnamn
Personnamn definieras som namn på enskild, mänsklig individ. Personnamnen kan delas in i officiella personnamn (tidigare även borgerliga namn) och inofficiella personnamn (även kallade binamn, tidigare oäkta namn). Namnskicket varierar i olika tider, länder och kulturer.
Personnamn är vanligen sammansatt av flera namndelar men urval av deltyper och deras inbördes ordning varierar mellan olika kulturer. I västerländska kulturer under de senaste cirka 100 åren är en vanlig kombination
- (ett eller flera) förnamn – ges vanligen ett barn av dess föräldrar.
- släktnamn, familjenamn – ärftligt namn, konstant genom generationer.

Före 1901 års släktnamnsförordning använde de flesta i Sverige ett patronymikon i stället för ett släktnamn. Förordningen ändrade inte omedelbart på detta. I själva verket tog det många år innan förordningen påverkade namnskicket generellt, eftersom den  inte tvingade någon att anta ett efternamn utan endast reglerade hur ett sådant antagande skulle gå till. Det problem som föranlett förordningen var nämligen inte främst att folk inte tog sig efternamn, snarare att de tog sig efternamn lite hur som helst. Det klagades bland annat på att kända kriminella av vissa skäl antog efternamn de uppfattade som adliga. Bruket av patronymikon fortsatte i delar av Sverige under flera årtionden och åtgärdades inte lagstiftningsvägen förrän med namnlagen som trädde i kraft 1 januari 1964. Namnlagen bestämde bland annat att de som fortfarande använde patronymikon skulle, om de så önskade, anta släktnamn senast 1966. De som inte ansökte om ett släktnamn fick efter 1966 sina patronymikon registrerade som efternamn.

## Att namnge saker efter personer
Personnamn används ibland för att namnge saker som till exempel gator eller lagar. Lagar namnges ibland för att ge erkännande till, eller hedra, den som stödde eller skapade lagen, eller för att frammana känslor hos allmänheten, som när lagar namnges efter brottsoffer. Exempel på lagar (eller lagförslag) i Sverige är Lex Bobby och Lex Sarah.